# Ballantrae Bay
Ballantrae Bay ist eine Meeresbucht an der Westküste Schottlands. Etwa im Zentrum der zur Council Area South Ayrshire gehörigen Bucht befindet sich die Kleinstadt Ballantrae. Historisch war sie Teil der traditionellen Grafschaft Ayrshire.

## Geographie
Die etwa 6,5 Kilometer lange Bucht erstreckt sich entlang des unteren Firth of Clyde nahe dem Kap Corsewall Point, an dem der Meeresarm in die Schottische See übergeht. Ballantrae, die einzige und namensgebende Siedlung entlang der nur rund 650 Meter in die Landmasse reichenden Bucht, liegt etwa mittig. Südlich der Ortschaft mündet mit dem Stinchar der einzige nennenswerte Zufluss ein. Im Norden begrenzt Bennane Head die Ballantrae Bay, während Downan Point das südliche Ende markiert.
Der Nordteil der Bucht ist dominiert durch sandige und felsige Abschnitte, während im Südteil Kiesstrand vorherrscht. Dort ist auch ein Naturschutzgebiet abgegrenzt. In Ballantrae liegt ein kleiner in den 1840er Jahren errichteter Fischerhafen auf einer kurzen Landzunge. Die Anlage ist denkmalgeschützt.